# Cap-de-la-Madeleine
Cap-de-la-Madeleine è uno dei sei settori della città di Trois-Rivières, nella provincia canadese del Québec.
Si trova alla confluenza dei fiumi Saint-Maurice e San Lorenzo.
Fu fondata nel 1651 e prende il nome da Jacques de La Ferté, abate di La Madeleine a Châteaudun.
Già comune autonomo, fu soppresso e unito a Trois-Rivières il 1º gennaio 2002.
Vi si trova la basilica di Notre-Dame du Cap, santuario mariano e meta di pellegrinaggi.